# Костел св. Івана Євангеліста та монастир піарів (Любешів)
Піарівський монастир — пам'ятка архітектури в місті Любешів на північному заході України. Монастир був заснований за сприяння литовського маршалка графа Жана Кароля Дольського в 1686 році.
Був понівечений після першої світової війни, а у 1969 році був остаточно зруйнований радянської владою.

## Галерея

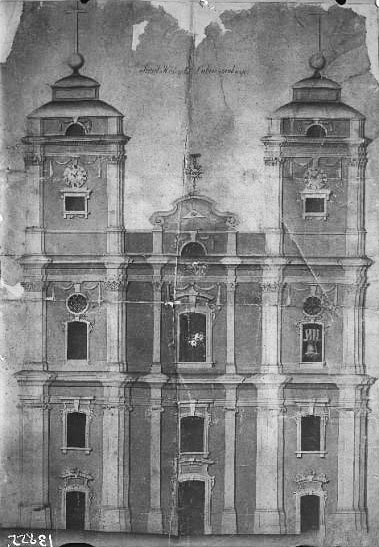
Фасад церкви монастиря у 1800 році
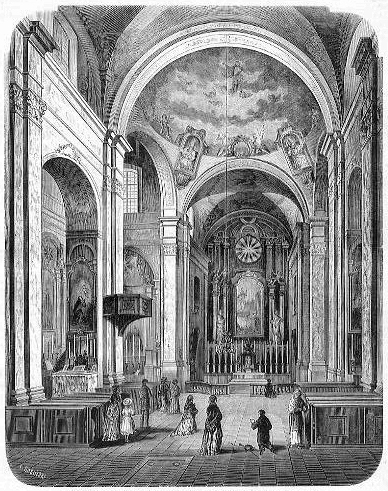
Інтер'єр костелу у 1873 році
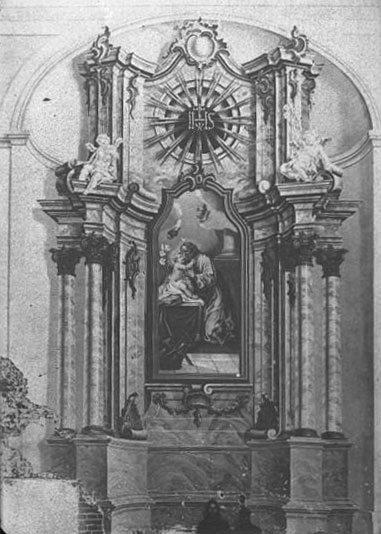
Церковний орган в період між двома війнами
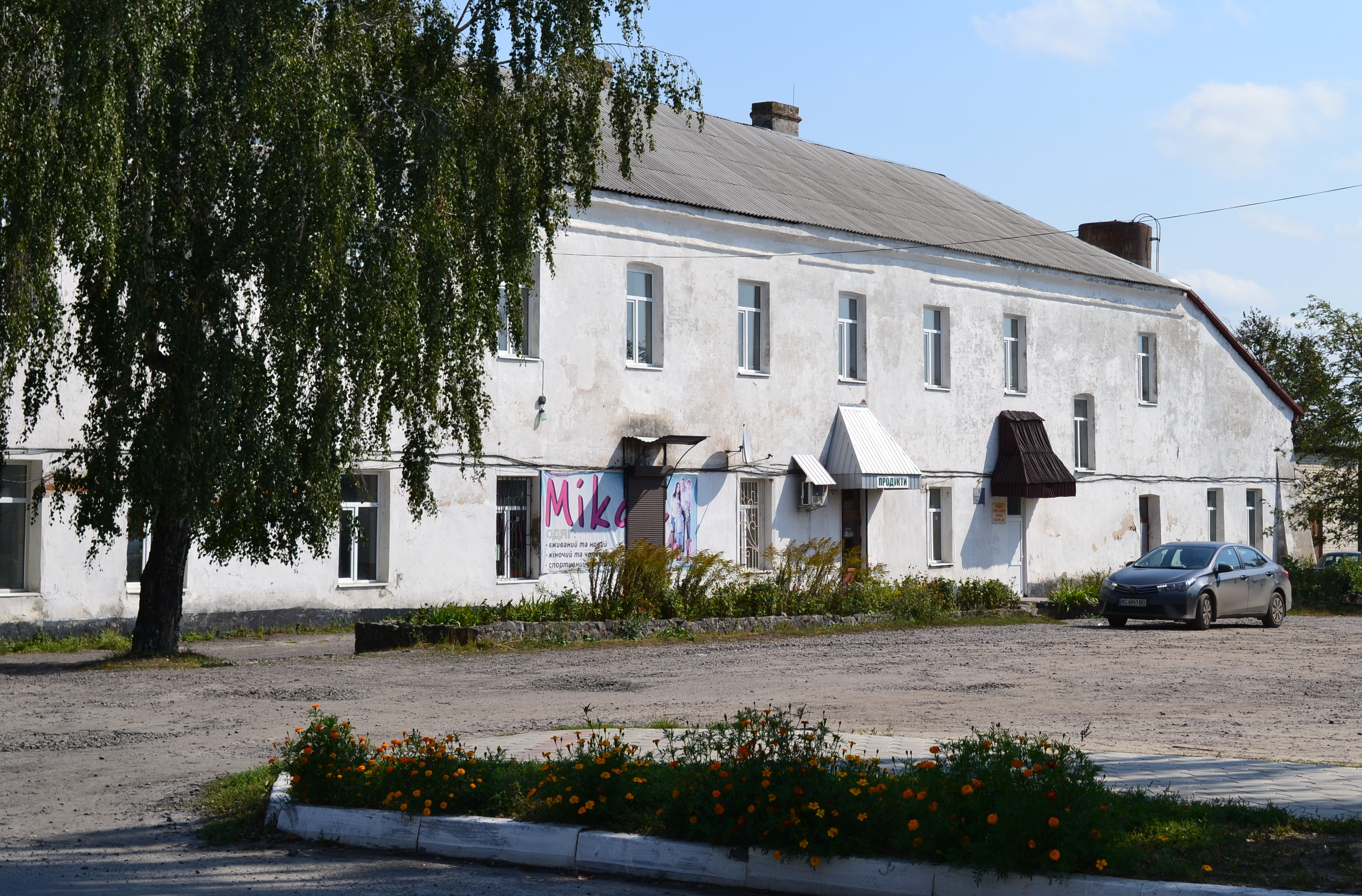
Монастирський корпус